# Якщо свекруха — монстр
«Якщо свекруха — монстр» (англ. Monster-in-Law) — фільм режисера Роберта Лукетича.

## Сюжет
Незважаючи на свій розум і красу, нескінченні спроби Шарлотти "Чарлі" Кантілліні (Дженніфер Лопес) знайти собі підходящого чоловіка виявляються невдалими. І от вона зустрічає Кевіна (Майкл Вартан) - гарного, турботливого, процвітаючого й... вільного хлопця! Більше того, навіть після багатьох місяців зустрічей Чарлі не вдається відшукати в ньому хоч який-небудь недолік. Невже, зрештою, вона знайшла ідеального чоловіка? Отже, Кевін робить Чарлі пропозицію. Здавалося б, все бездоганно. Але не тут-то було. Разом з Кевіном з'являється Віола (Джейн Фонду) -Владна матуся з явними замашками власниці, яка ні перед чим не зупиниться, щоб саботувати майбутнє весілля сина...

## В ролях
- Дженніфер Лопез — Шарлотта «Чарлі» Кантіліні
- Джейн Фонда — Віола Філдс
- Майкл Вартан — доктор Кевін Філдс
- Ванда Сайкс — Рубі
- Адам Скотт — Ремі
- Моніт Мазур — Фіона
- Енні Паріссе — Морган
- Вілл Арнетт — Кіт
- Елейн Стрітч — Гертруда
- Стівен Данем — доктор Пол Чемберлейн

## Знімальна група
- Режисер — Роберт Лукетич
- Продюсер — Кріс Бендер, Річард Бренер, Тобі Еммеріх
- Сценарист — Аня Кочеф
- Оператор — Рассел Карпентер
- Композитор — Девід Ньюман, Розі
- Монтаж — Скотт Хілл, Кевін Тент
- Подбір акторів — Ронна Кресс
- Художники-постановники — Джеймс Ф. Труісдейл
- Декоратор — Міссі Стюарт
- Художник по костюмам — Кім Барретт

## Нагороди
Teen Choice Award, 2005 рік
Номінації (6)
- найкраще побачення
- найкраща комедійна актриса (Дженніфер Лопес)
- найкраща «хімія» між акторами (Дженніфер Лопес і Джейн Фонда)
- Hissy Fit (Джейн Фонда)
- найкращий брехун (Джейн Фонда)
- найогидніший персонаж (Джейн Фонда)

BET Comedy Award, 2005 рік
Переможець (1)
- Найкраща актриса в театральному фільмі (Ванди Сайкес)

Golden Trailer Awards, 2005 рік
Номінації (1)
- Найкраща комедія

Black Reel Awards, 2006 рік
Номінації (1)
- Найкраща жіноча роль другого плану (Ванди Сайкес)

Золота малина, 2006 рік
Номінації (1):
- Найгірша жіноча роль (Дженніфер Лопес)

Золота малина, 2010 рік
Номінація (1)
- Найгірша актриса десятиріччя (Дженніфер Лопес), так як номинована на Золоту малину 9 разів і 2 з них виграла

## Додаткові факти
- Майкл Вартан був попереднім бойфрендом Дженніфер Гарнер, Дженніфер Лопес — Бена Аффлека. Як відомо Гарнер і Аффлек — чоловік і дружина
- Джейн Фонда не грала в кіно 15 років, до зйомок стрічки «Якщо свекруха — монстр»
- Джейн Фонда погодилась грати у фільмі, але тільки після того, як зйомки «Елізабеттауна», де вона повинна була зіграти роль Холі Бейлор, були перенесені на пізніший термін
- Роберт Лукетич, режисер стрічки, зняв також і «Білявку в законі», про яку згадується у фільмі
- За словами Джейн Фонди характер її героїні вона скопіювала з чоловіка — Теда Тернера
- На роль Кевіна пробувався Марк Руффало
- Фотографії з знаменитостями на столі Віоли належать Джейн Фонді
- За роль Шарлотти Лопес отримала 15 млн доларів